# Nerf sensitif

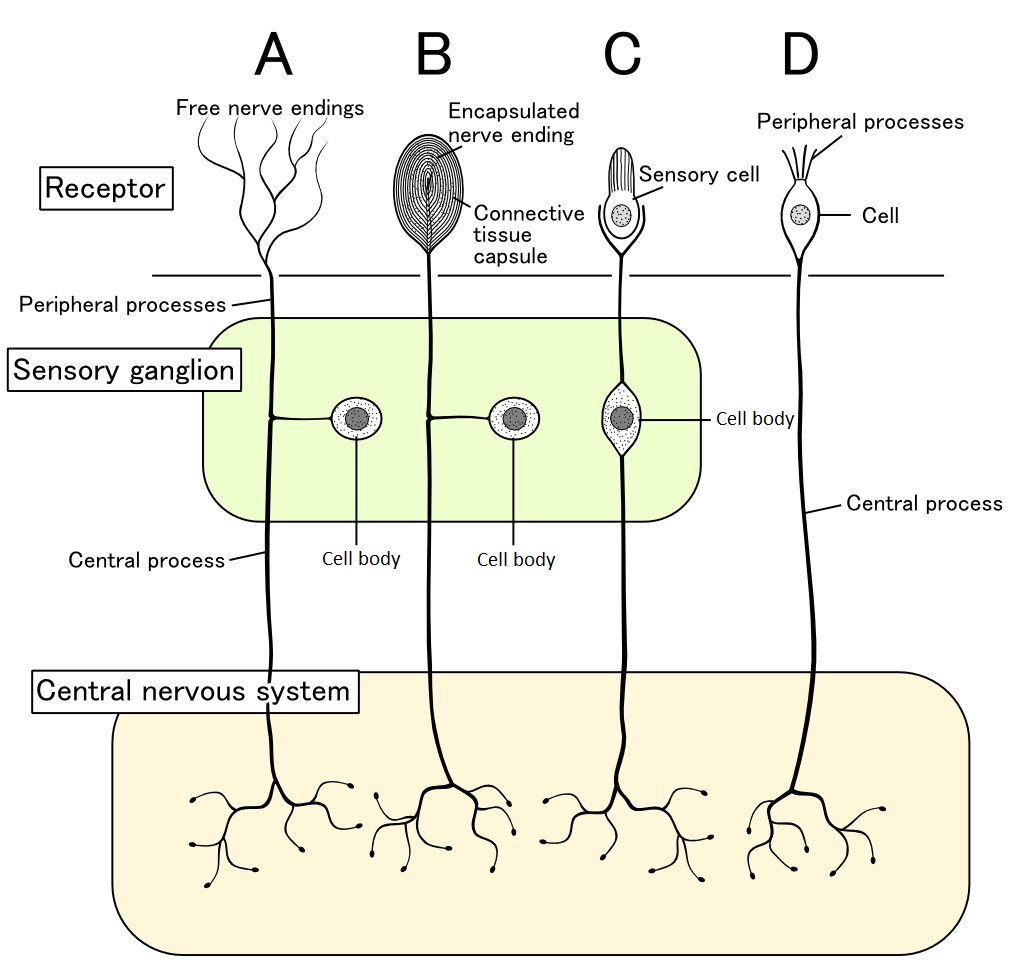
Structure du système sensoriel 4 modèles avec étiquettes en anglais

Les nerfs sensitifs ou nerfs afférents sont une catégorie de nerfs qui transportent l'influx nerveux depuis les récepteurs sensoriels vers le système nerveux central.

## Anatomie
Les informations sensorielles sont détectées par des récepteurs sensoriels situés à la périphérie puis elles sont transmises au système nerveux central par l’intermédiaire des neurones sensitifs autrement appelés fibres afférentes. Ces neurones sensitifs ont une morphologie particulière, on les appelle neurones "en T" car l'unique dendrite et l'axone qui en émergent sont accolés aux abords du corps cellulaire, situé dans le ganglion, puis se séparent pour relier le récepteur sensoriel d'un côté, et le centre nerveux de l'autre. Cette particularité leur permet de recevoir les informations grâce aux récepteurs et de les renvoyer vers le système nerveux central. Il existe différents types de récepteurs : les récepteurs nociceptifs (provoquant une douleur), les récepteurs cutanés, les récepteurs musculaires, tendineux, articulaires… Ces récepteurs, une fois activés, induisent un influx nerveux. Les axones des neurones sensitifs rejoignent la corne dorsale de la  moelle épinière par la racine dorsale et vont contacter divers neurones au niveau central.
Il existe 2 types de fibres sensitives :
- Les fibres afférentes primaires dont les corps cellulaires se situent dans les ganglions sensitifs rachidiens et dans les ganglions sensitifs des nerfs crâniens. Celles-ci ont pour cible le système nerveux central.
- Les fibres afférentes entériques dont les corps cellulaires sont dans les ganglions entériques situés dans le tube digestif. Celles-ci ont pour cible les ganglions prévertébraux du système orthosympathique et régulent les réflexes splanchniques.

Les fibres afférentes sont majoritairement non myélinisées, c'est-à-dire qu'elles ne possèdent pas de gaine de myéline.
La plupart des nerfs étant mixtes, c'est-à-dire à la fois sensitifs et moteurs, les nerfs exclusivement sensitifs sont des exceptions. Il s'agit, pour les nerfs crâniens, des nerfs olfactif, optique et vestibulo-cochléaire. Les nerfs spinaux et tous les autres nerfs crâniens sont mixtes ou moteurs.